# Alice Deejay
Alice Deejay est un groupe néerlandais de musique électronique, représenté par Judith Pronk, formé à la fin des années 1990. Le groupe se compose initialement de Pronti (Sebastiaan Molijn), Kalmani (Eelke Kalberg) et DJ Jurgen, aux côtés du disc-jockey Marc Lee-Smith et de la chanteuse Judith Anna Pronk (née le 8 décembre 1973), du groupe DJ's From Mars ; ils sont également accompagnés de deux danseuses, Mila Levesque et Angelique Versnel. Le groupe achève sa carrière le 9 novembre 2002, lors d'une prestation à Utrecht, aux Pays-Bas. Une tentative de relancer un groupe similaire en 2004, sous le nom Candee Jay, échoue peu après la sortie d'un premier album.

## Biographie
Amis bien avant la création du groupe, Pronti et Kalmani officient comme disc-jockeys dans une discothèque locale néerlandaise, lorsque le gérant les présente à DJ Jurgen, en 1997. Il s'agit du premier disc-jockey et producteur à passer leur titre Distortion of The Senses dans les clubs d'Amsterdam, qui s'avèrera par la suite bien accueilli par l'audience. DJ Jurgen présente ensuite Pronti et Kalmani aux producteurs du groupe Vengaboys qui acceptent qu'ils se joignent à eux. En 1998, Pronti compose un morceau inspiré de sa rupture avec son épouse, Do You Think You're Better Off Alone. Le morceau est instrumental, mais Pronti se met à fredonner un air pendant qu'il passe le morceau à l'équipe, ce qui les décide à ajouter un chant. Ils demandent alors à Judith Pronk d'enregistrer la chanson qui devient Better Off Alone, et le projet est désormais appelé Alice Deejay.
Alice Deejay se popularise immédiatement avec son premier single : Better Off Alone produit par DJ Jurgen à l'aide d'échantillons sonores en provenance du titre Here Comes The Rain de Eurythmics ; ce titre a servi pour le générique à l'émission Drôle de Zapping (présentée par Alexandra Kazan) sur la chaîne télévisée française TF1[réf. nécessaire]. Le titre est très bien accueilli dans les classements musicaux européens. Puis sort le 11 avril 2000 l'unique album du groupe intitulé Who Needs Guitars Anyway ? qui connaît un succès honorable,. S'ensuivent d'autres extraits de cet album, aux succès décroissants. Le groupe donne son dernier concert le 9 novembre 2002 à Utrecht, aux Pays-Bas, avant de se séparer,. Les producteurs essayent de lancer en 2004 un groupe similaire nommé Candee Jay, avec Ilze Lankhaar, un groupe electronica. Celui-ci ne connait pas le succès escompté, et est lui aussi abandonné après la production d'un seul album.
En 2008, le groupe effectue un retour peu remarqué avec un nouveau single, Far Away.

## Membres
Alice Deejay est un projet de Jurgen Rijkers (DJ Jurgen), coproduit par DJ Sebastiaan Molijn (Pronti) et Eelke Kalberg (Kalmani). En public, le groupe est généralement représenté par sa chanteuse Judith Pronk, accompagnée par les danseuses Mila Levesque et Angelique Versnel. Dennis van den Driesschen (Danski) et Wessel van Diepen (Delmundo) du groupe Vengaboys ont également collaboré à l'élaboration de l'unique album du groupe.

## Discographie

### Album studio
| Titre                     | Détails                                                                           | Meilleure position | Meilleure position | Meilleure position | Meilleure position | Meilleure position | Meilleure position | Meilleure position | Meilleure position | Meilleure position | Meilleure position | Certifications      |
| Titre                     | Détails                                                                           | P-B.               | FIN                | FRA                | ALL                | IRL                | NOR                | SUÈ                | SUI                | R-U.               | US                 | Certifications      |
| ------------------------- | --------------------------------------------------------------------------------- | ------------------ | ------------------ | ------------------ | ------------------ | ------------------ | ------------------ | ------------------ | ------------------ | ------------------ | ------------------ | ------------------- |
| Who Needs Guitars Anyway? | - Date : 28 mars 2000 - Label : Republic - Formats: CD, LP, téléchargement payant | 27                 | 7                  | 45                 | 28                 | 8                  | 14                 | 24                 | 12                 | 8                  | 76                 | - BPI : disque d'or |

### Singles
| Titre                                  | Date | Meilleure position | Meilleure position | Meilleure position | Meilleure position | Meilleure position | Meilleure position | Meilleure position | Meilleure position | Meilleure position | Meilleure position | Certifications                                                                                   | Album                     |
| Titre                                  | Date | P-B.               | AUS                | FRA                | ALL                | IRL                | NOR                | SUÈ                | SUI                | R-U.               | É-U.               | Certifications                                                                                   | Album                     |
| -------------------------------------- | ---- | ------------------ | ------------------ | ------------------ | ------------------ | ------------------ | ------------------ | ------------------ | ------------------ | ------------------ | ------------------ | ------------------------------------------------------------------------------------------------ | ------------------------- |
| Better Off Alone                       | 1998 | 9                  | 4                  | 6                  | 32                 | 3                  | 3                  | 5                  | 28                 | 2                  | 27                 | - ARIA : disque d'or - BPI : disque de platine - IFPI Suède : disque d'or - SNEP : disque d'or   | Who Needs Guitars Anyway? |
| Back in My Life                        | 1999 | 4                  | 19                 | 11                 | 17                 | 5                  | 1                  | 4                  | 19                 | 4                  | —                  | - BPI : disque d'or - IFPI NOR : disque d'or - IFPI Suède : disque d'or - SNEP : disque d'argent | Who Needs Guitars Anyway? |
| Will I Ever                            | 2000 | 8                  | —                  | 37                 | 33                 | 8                  | 16                 | 10                 | 25                 | 7                  | —                  |                                                                                                  | Who Needs Guitars Anyway? |
| The Lonely One                         | 2000 | 19                 | —                  | 60                 | 59                 | 32                 | —                  | 24                 | 72                 | 16                 | —                  |                                                                                                  | Who Needs Guitars Anyway? |
| Celebrate Our Love                     | 2001 | 25                 | —                  | 71                 | 71                 | 44                 | —                  | 33                 | 85                 | 17                 | —                  |                                                                                                  | Who Needs Guitars Anyway? |
| "—" montre aucun classement du single. |      |                    |                    |                    |                    |                    |                    |                    |                    |                    |                    |                                                                                                  |                           |